# Million Dollar Bridge
Die Million Dollar Bridge, auch Miles Glacier Bridge genannt, ist eine zur Straßenbrücke umgebaute ehemalige Eisenbahnbrücke über den Copper River in Alaska, USA. Die Gletscherzunge des Miles-Gletschers, der der Brücke den Alternativnamen gegeben hat, lag beim Bau der Brücke nur gut einen Kilometer entfernt. Die Brücke ist im National Register of Historic Places als Kulturdenkmal gelistet.

## Geschichte
Nachdem in den Wrangell Mountains in der zweiten Hälfte des 19ten Jahrhunderts Kupfervorkommen entdeckt wurden, plante man den Bau einer Eisenbahnlinie, um die Erze von der Bergbausiedlung Kennicott zur Küste nach Cordova zu transportieren. Für den Bau und Betrieb der Bahn wurde die Copper River and Northwestern Railway gegründet. Die Querung des Copper River war wegen Gletscherkalbungen vom Miles-Gletscher sowie der Nähe zum Childs-Gletscher eine technische Herausforderung. Der Bau der Brücke kostete 1,5 Millionen US-Dollar, was damals eine hohe Summe war und was der Brücke den Namen „Million Dollar Bridge“ brachte. Die Bauzeit betrug zwei Jahre, die Fertigstellung war am 19. Juni 1910. Der Bau der Eisenbahnlinie begann 1906 und am 8. April 1911 fuhr der erste Zug über die insgesamt 315 km lange und mit vielen Kunstbauten versehenen Strecke. 
Beteiligte Bauunternehmen waren Katalla Corporation, Carnegie Steel Company und American Bridge Company. Architekten waren A.C. O'Neel und Erastus Corning Hawkins.

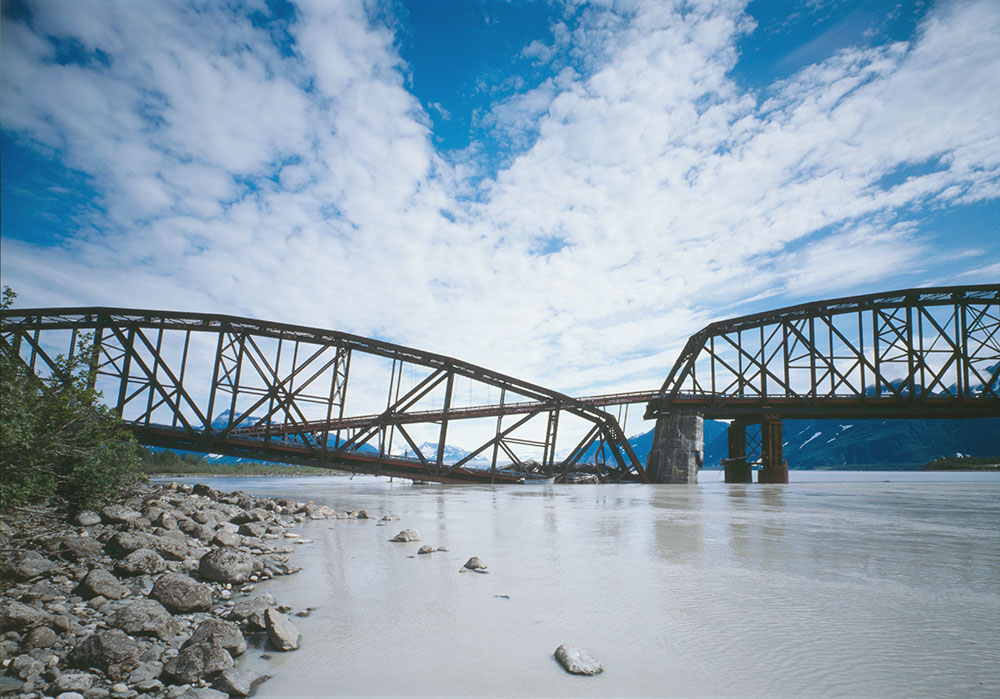
Beschädigte Brücke (1984)

Im Verlauf der 1920er Jahre ging die Erzförderung wegen Erschöpfung der Lagerstätten langsam zurück. Hinzu kamen die Folgen der Weltwirtschaftskrise, so wurde im Jahr 1938 die letzte Mine geschlossen. Dies war auch das Ende der Bahnverbindung. Erst 1958 wurde die Brücke für den Straßenverkehr umgebaut und sie wurde Teil des von Cordova kommenden Copper River Highway, der der ehemaligen Bahntrasse weitgehend folgt aber nach der Brücke ziellos endet.
Beim Karfreitagsbeben 1964 in Alaska wurde die Brücke schwer beschädigt. Der nördliche Pfeiler kippte leicht ab und das zum Ufer gerichtete Brückenelement fiel daraufhin am Pfeiler in den Fluss. Eine Hilfskonstruktion wurde auf das nun schräg stehende Brückenelement gebaut. Man diskutierte einen Abriss und Neubau, entschied sich dann aber 2005 für einen einfachen Wiederaufbau. Seitdem hat der nördliche Pfeiler zwei stählerne Hilfsstützen.

## Beschreibung
Die Brücke besteht aus vier Fachwerkträgern mit gebogenem Obergurt und untenliegender Verkehrsfläche mit unterschiedlichen Längen, von Süden nach Norden: 120, 90, 137 und 120 Meter. Im Flussbett stehen drei Betonpfeiler. Zum Schutz vor Eisbergen haben der erste und zweite Pfeiler vorgelagerte massive Eisbrecher bzw. Eis-Ablenker. Der dritte Pfeiler liegt nicht im Hauptflussbett, er hat heute die erwähnten Hilfsträger.

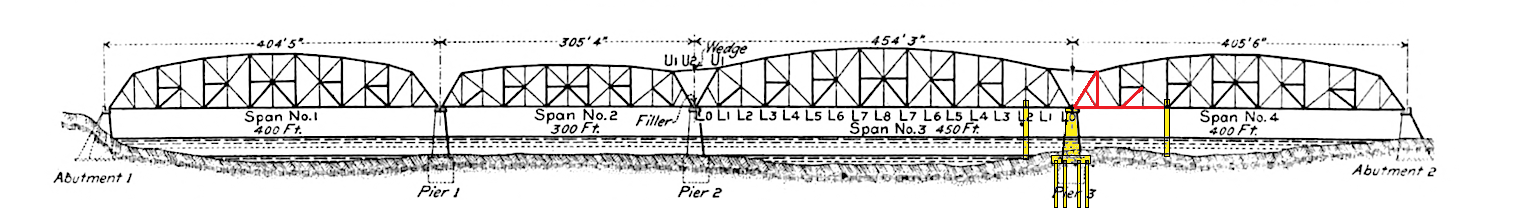
Schematische Zeichnung der Brücke über den Copper River von 1910 (links Süden, rechts Norden), die über den Strompfeilern Nr. 2 und 3 eingezeichneten Verbindungen der Fachwerkträger waren nur während des Aufbaus vorhanden. Der 2005 erneuerte Strompfeiler (Nr. 3) und die dafür nötigen Behelfspfeiler sind in Gelb sowie die ersetzten Stahlelemente des vierten Fachwerkträgers in Rot angedeutet. Angaben in Fuß (′) und Zoll (″)